# Isla Escarpada (Filipinas)
Escarpada es una isla filipina, adscrita a la provincia de Sámar del Norte.

## Descripción
La isla pertenece al municipio de San Vicente, adscrito a la provincia de Sámar del Norte. Aparece descrita en el segundo volumen del Diccionario geográfico, estadístico, histórico de las Islas Filipinas (1851) de Manuel Buzeta Núñez y Felipe Bravo con las siguientes palabras:

ESCARPADA: isla adscrita á la comandancia político-militar de Masbate y Ticao; sit. entre los 127° 44', y 127° 45' long., 12° 36' 30", y 12° 38' lat.; tiene por un promedio ½ leg. de larga, y ¼ de ancha; es sumamente quebrada, y en su terreno apenas se encuentran producciones de alguna clase, si se esceptúan varias especies de maderas y cañas: está despoblada y hay alguna caza mayor y menor, cera y miel, que depositan las abejas en los troncos de los árboles y otros sitios abrigados.
(Buzeta y Bravo, 1851, p. 33)